# Österreichischer Touristenverein
Der Österreichische Touristenverein (ÖTV) ist ein 1908 in Wien-Fünfhaus gegründeter alpiner Verein in Österreich mit 569 Mitgliedern.
Der ÖTV ist Mitglied der Österreichischen Bergsteigervereinigung (ÖBV), die wiederum Mitglied des Verbandes Alpiner Vereine Österreichs (VAVÖ) ist, die wiederum in der Union Internationale des Associations d’Alpinisme (UIAA) sind.

## Geschichte
Der Verein wurde 1908 in Wien-Fünfhaus als Christliche Arbeiter-Touristen-Verein (CATV) gegründet und bündelte später auch die Naturschutz-Bewegung der Christlichsozialen Partei. Der Verein nahm einen raschen Aufschwung und breitete sich rasch über das heutige Bundesgebiet inklusive Südtirol aus. Bis zum Ausbruch des Ersten Weltkriegs zählte der Verein bereits 2.000 Mitglieder.
Die Zwischenkriegszeit war auch für den Verein schwierig, 1938 wurde er verboten. Der Wiederaufbau der Strukturen nach dem Zweiten Weltkrieg sowie die Wiedererlangung des konfiszierten Vereinsvermögens, insbesondere der Schutzhütten gestaltete sich mühsam. 1948 erhält der Verein seinen jetzigen Namen. Seit 1949 erscheint die Vereinszeitung der tourist und 1952 konnte die erste Ortsgruppe (Favoriten) ihren Betrieb wieder aufnehmen.
1955 schließt sich dem Verein die Gruppe Die Falkensteiner an, die den ÖTV 1980 allerdings wieder verlassen. Dafür tritt im gleichen Jahr die Alpinengesellschaft Herrgottschnitzer bei. 1996 wird zur Intensivierung der Jugendarbeit die Gruppe ÖTV-Kids gegründet. 2001 schließen sich D'Sparbacher an. 2008 feierte der Verein sein 100. Jubiläum.

## Obleute
Erster Obmann war von 1908 bis 1947 der Wiener Arbeiter- und Bergführer Albert Appel, Zweiter Obmann war von 1947 bis 1949 Leopold Jochberger, Dritter Obmann war von 1949 bis 1977 Ferdinand Nagl, Vierter Obmann war von 1977 bis 1995 Franz Kaupe, Fünfter Obmann war von 1995 bis 2001 Helmut Sander, Obfrau ist seit 2001 Edith Hammermüller.
| Amtszeit  | Obmann             |
| --------- | ------------------ |
| 1908–1947 | Albert Appel       |
| 1947–1949 | Leopold Jochberger |
| 1949–1977 | Ferdinand Nagl     |

| Amtszeit  | Obmann                                     |
| --------- | ------------------------------------------ |
| 1977–1995 | Franz Kaupe (ab 1975 geschf. ZO. bis 1995) |
| 1995–2001 | Helmut Sander                              |
| seit 2001 | Edith Hammermüller                         |

## Schutzhütten
Der ÖTV hatte im Laufe seiner Geschichte 7 Schutzhütten betrieben. Aktuell (Stand: 2021) betreibt er nur mehr 3 alpine Schutzhütten, deren größte das Albert-Appel-Haus auf 1638 m ü. A. im Toten Gebirge auf dem Redenden Stein in der Steiermark ist. Die anderen beiden Hütten befinden sich in Niederösterreich; das Dr.-Ferdinand-Nagl-Haus auf 1040 m ü. A. eine Selbstversorgerhütte in den Gutensteiner Alpen auf der Hohen Wand und das Herrgottschnitzerhaus, östlich des Kampsteins auf 1318 m ü. A. in der Buckligen Welt.
| Bild | Schutzhütte             | Höhe         | Lage (Gebirge/Berg)          | Erbaut | Betrieb  |
| ---- | ----------------------- | ------------ | ---------------------------- | ------ | -------- |
|      | Albert-Appel-Haus       | 1638 m ü. A. | Totes Gebirge Redender Stein | 1929   | –        |
|      | Hegerberghütte          | 0561 m ü. A. | Wienerwald Hegerberg         | 1930   | bis 1980 |
|      | Falkensteinerhütte      | 0610 m ü. A. | Wienerwald Schöpfl           | 1955   | bis 1980 |
|      | Dr.-Ferdinand-Nagl-Haus | 1040 m ü. A. | Gutensteiner Alpen Hohe Wand | 1956   | –        |
|      | Herrgottschnitzerhaus   | 0826 m ü. A. | Wandeck Peischlingleiten     | 1980   | bis 2007 |
|      | Herrgottschnitzerhütte  | 1318 m ü. A. | Kampstein Bucklige Welt      | 1980   | –        |
|      | Sparbacher Hütte        | 1248 m ü. A. | Schneeberg                   | 2001   | bis 2006 |

## Gruppen
Der ÖTV ist regional differenziert in einzelnen Ortsgruppen organisiert. Zurzeit (Stand: 2021) sind 5 Ortsgruppen aktiv: Favoriten, Grundlsee, Korneuburg, Maria Enzersdorf und Nußdorf.
| Gegründet | Gruppe                 | inaktiviert   | aktiv |
| --------- | ---------------------- | ------------- | ----- |
| 1908      | Fünfhaus               | 1938          | –     |
| 1908      | Steyr                  | 1938          | –     |
| 1910      | Waidhofen an der Ybbs  | 1938          | –     |
| 1911      | Favoriten              | 1938 bis 1951 |       |
| 1911      | Floridsdorf-Donaustadt | 1938 bis 1956 | –     |
| 1912      | Sierning               | 1938          | –     |
| 1914      | Innsbruck              | 1938          | –     |
| 1914      | Meran                  | 1938          | –     |
| 1914      | Bozen                  | 1938          | –     |
| 1922      | Nußdorf                | 1938 bis 1952 |       |
| 1929      | Korneuburg             | 1938 bis 1970 |       |
| 1948      | Simmering              | –             | –     |
| 1948      | St. Pölten             | –             | –     |
| 1977      | Grundlsee              | –             |       |
| 1978      | Maria Enzersdorf       | –             |       |
| 1997      | Piesting               | –             | –     |
| 2003      | Langenzersdorf         | 2020 (?)      | –     |
| 2004      | Josefstadt             | 2015 (?)      | –     |

### Gruppe Favoriten
Die Gruppe Favoriten wurde am 10. April 1911 gegründet. Nach dem Verbot im März 1938 konnte die Gruppe erst am 25. Jänner 1952 wieder reaktiviert werden. Am 7. Oktober 1956 wurde ein kleines Häuschen auf der Hohen Wand gekauft, das zum heutigen Dr.-Ferdinand-Nagl-Haus ausgebaut wurde. Bis 1980 wurde dieses Haus auch durch Hüttenwarte der Gruppe betreut, danach wurde es in eine Selbstversorgerhütte umgewandelt.

### Gruppe Nussdorf
Die Gruppe Nussdorf wurde im Jahr 1922 von Fritz Thiel gegründet, der auch erster Obmann wurde. Von 1924 bis zur Auflösung 1938 war Johann Kaupe Obmann. Die Gruppe konnte erst im Dezember 1963 von seinem Sohn Franz Kaupe reaktiviert werden, der dann dieser Gruppe auch bis zu seinem Tod 1995 vorstand.

### Gruppe Korneuburg
Die Gruppe Korneuburg wurde am 13. Juni 1929 von Friedrich Tschörch und Ferdinand Nagl gegründet. Nach dem Verbot 1938 wurde die Gruppe am 22. Jänner 1971 von Franz Kaupe wieder reaktiviert, der auch neuer Obmann wurde.

### Gruppe Maria Enzersdorf
Die Gruppe Maria Enzersdorf wurde am 14. November 1978 von Alfred Anderle gegründet, der auch zum ersten Obmann gewählt wurde. Die Gruppe unternimmt regelmäßige Wanderungen aber auch Autobusfahrten.

### Gruppe Grundlsee
Die Gruppe Grundlsee wurde am 22. April 1977 vom damaligen Zentralobmann Franz Kaupe und dem Pächterehepaar des Albert-Appel-Hauses, Martina und Franz Grill gegründet. Ausserer Anlass war das Projekt das Albert-Appel-Haus mit einer Materialseilbahn zu versorgen, dass von der Bevölkerung Grundlsees, große Unterstützung erfuhr. Auch heute steht der Ausbau und der Erhalt des Albert-Appel-Hauses im Zentrum der Aktivitäten dieser Gruppe.

### Gruppe Langenzersdorf
Die Gruppe Langenzersdorf wurde 2003 gegründet und 2020 (?) wieder aufgelöst.

### Gruppe Josefstadt
Die Gruppe Josefstadt wurde 2004 gegründet und 2015 (?) wieder aufgelöst.